# あんど慶周
あんど 慶周（あんど けいしゅう、1969年3月25日 - ）は、日本の漫画家、イラストレーター。愛知県出身・名古屋市在住。

## 経歴
1989年、デザイン事務所に就職するも漫画家を志し、3ヶ月で退職。同年、『飾りじゃないのよヘヴィメタは!?』（安東慶周名義）で第31回赤塚賞佳作。翌1990年から集英社の「週刊少年ジャンプの増刊号」などで『究極!!変態仮面』の読み切りを断続的に発表（連載のプロトタイプとなるもので、作品ごとに設定が異なる）。
1992年に週刊連載が決まり上京。「週刊少年ジャンプ」1992年42号から1993年46号まで『究極!!変態仮面』を連載。ジャンプコミックス全6巻。その後、ジャンプ及び増刊誌上で読切作品を発表したが、いずれもオチに変態仮面がゲスト出演するという作品になり、1996年の「CATMAN」以降は作品が途絶えた。2000年頃に帰郷 し、地元でイラストレーターとしての活動を始める。
集英社「ジャンプスクエア」2008年2月号にて創刊記念特別読み切り第3弾として小林尽による『究極!!変態仮面』のリメイク作品『帰ってきた変態仮面』の掲載に際し、小林と対談。変態仮面のコスプレをしながら変態仮面の誕生秘話等を楽しげに話し、ファンに健在振りを見せつけた。また、この時期に発売されたジャンプコミックスリミックス版『究極!!変態仮面』（全4巻）にて表紙やおまけ4コマを新たに描き下ろしている。
2009年から2010年にかけて、『THE ABNORMAL SUPER HERO HENTAI KAMEN』（文庫版『究極!!変態仮面』）を発表。同作のプロモーションの一環で変態仮面の大ファンと公言していた小栗旬のラジオ番組『小栗旬のオールナイトニッポン』に出演し、最終巻となる5巻ではラジオ出演のルポ漫画と、変態仮面の最終話の謎を解き明かす新作120ページを描き下ろした。同時期に公式サイトを立ち上げた。
2011年からは「みこすり半劇場」において『HIPCOP!』を断続的に発表。
2013年、前述の小栗旬らの協力により『HENTAI KAMEN』を原作とした実写映画『HK 変態仮面』が製作・公開された。あんどは実写版の挿入歌にANTHEMの楽曲が起用された件について、自身がANTHEMのデビュー当時にあたる学生時代からのファンである事を明かしている。ネットラジオ「漫画元気発動計画」の「映画・変態仮面上映直前特番（前後編）」にて漫画家時代および映画化についての裏話を披露している。また、2013年6月15日放送の『ノブナガ』（中部日本放送）にテレビ電話で出演。事前収録のVTRでは自宅兼仕事部屋を公開し、その際、『究極!!変態仮面』の連載50回を記念して少年ジャンプ編集部から贈られたトロフィーや、宝物として現在も大切にとってある『究極!!変態仮面』連載当時に寄せられたファンレターの一部を披露した。
2014年6月より画楽.mag誌2号から5号まで『HENTAI KAMEN EX』を連載。

## 作品リスト

### 漫画
- 究極!!変態仮面（連載・「週刊少年ジャンプ」1992年42号 - 1993年46号） - （JC版全6巻、ジャンプリミックス版全4巻、文庫版全5巻）
  - 究極!!変態仮面（読切・集英社「週刊少年ジャンプ増刊」1990年サマースペシャル） - JC版1巻・文庫版3巻収録
  - 究極!!変態仮面 ―誕生編―（読切・「週刊少年ジャンプ増刊」1990年オータムスペシャル） - JC版2巻・文庫版4巻収録
  - 究極!!変態仮面（読切・「週刊少年ジャンプ」1992年16号） - JC版3巻・文庫版5巻収録
  - 究極!!変態仮面 空白の8年間エピソード（文庫版書下ろし） - 文庫版5巻収録
  - HENTAI KAMEN S(ヘンタイカメン セカンド)（読切・「ジャンプSQ」2013年5月号）
  - HENTAI KAMEN EX(ヘンタイカメン エクストラ)（連載・「画楽.mag 」2014年2号 - 5号 ）
  - HENTAI KAMEN 0(ヘンタイカメン ゼロ)前篇・後篇（読切・「画楽.mag 」2015年7号・8号）
  - 変態仮面（読切・「ジャンプSQ」2016年6月号　さいとー栄とのコラボ作品）
- 飾りじゃないのよヘヴィメタは!?（デビュー作・読切・1989年第31回赤塚賞佳作受賞） - 『究極!!変態仮面』JC版6巻・文庫版5巻収録
- ダンディ・ジョーンズ～アマゾンの秘宝～（読切・「週刊少年ジャンプ」1994年25号） - 『究極!!変態仮面』文庫版4巻収録
- DANDY JONES（読切・「週刊少年ジャンプ」1994年35号） - 『究極!!変態仮面』文庫版4巻収録
- CATMAN（読切・「週刊少年ジャンプ増刊」1996年スプリングスペシャル） - 『究極!!変態仮面』文庫版3巻収録
- 実録?漫画 小栗旬のオールナイトニッポン!! - 『究極!!変態仮面』文庫版5巻収録
- 実録?漫画 小栗旬のオールナイトニッポンII (2010年8月、『旬刊小栗』 ISBN 484-704293-X 収録)
- HIPCOP! (読切シリーズ・「みこすり半劇場」、2011年 No.4、No.10、No.11、No.24、No.25、2012年No.9 No.10)
- 超老女伝説 双龍拳（未発表読切作品、2015年2月にホーム社「画楽ノ杜」にて配信）
- 究極!!HK変態仮面（読切・HK変態仮面アブノーマル・パックDVD初回封入特典2013年7月、「HK英雄帰還」2016年5月）
- 究極!!HK変態仮面2（読切・「HK英雄帰還」2016年5月）
- 変態仮面vsドレイマン（読切・CBCテレビ『ノブナガ』にて放送2013年7月、「HK英雄帰還」2016年5月）
- 誕生!!変態仮面（読切・「少年ジャンプ+」にて配信2016年5月14日23号）
- アウトレイジだがや!!（あんどと同郷のヘヴィメタルバンド『Outrage』のアルバム「XXX BOX」収録）[5]

### イラスト
- 『ヘヴィーオブジェクトS』（原作：鎌池和馬、作画：さいとー栄）２巻にイラストを提供[6]
- ノブナガ - 番組スタジオセット内の似顔絵を担当（今田耕司、岩尾望）
- 世界コスプレサミット2014 , 2017 にイラストを提供
- スポーツLIVE High FIVE!! - 密着ディレクター達の似顔絵を担当

### キャラクターデザイン
- 大戦乱!!三国志バトル（沙摩柯）
- 神獄のヴァルハラゲート（仮面神シリーズ）
- 神話帝国 ソウルサークル（加藤段蔵、望月千代女、早川殿）
- 黒騎士と白の魔王（ケツァルコアトル）

## 映像作品リスト

### 映画
- 「HK 変態仮面」 (2013) ＊『THE ABNORMAL SUPER HERO HENTAI KAMEN』を原作とした実写映画
- 「HK 変態仮面 アブノーマル・クライシス」 (2016) ＊上記映画の続編

## 出演リスト

### ラジオ
- 小栗旬のオールナイトニッポン（2009年12月30日・2010年2月24日 - ニッポン放送）
- HEADBANGERS CLUB（2017年2月25日 - @FM）

### テレビ
- ノブナガ（2013年6月15日・2014年8月16日[7] - CBCテレビ）
- AKBと××!（2014年2月21日『町のご当地センターさん・渡辺麻友』 - 讀賣テレビ放送）
- 前略、大徳さん（2014年10月12日 - 中京テレビ放送）